# Rinawa otagoensis
Rinawa otagoensis är en spindelart som beskrevs av Forster 1970. Rinawa otagoensis ingår i släktet Rinawa och familjen panflöjtsspindlar. Inga underarter finns listade i Catalogue of Life.